# さいたま市立植水小学校
さいたま市立植水小学校（さいたましりつ うえみずしょうがっこう）は、埼玉県さいたま市西区にある公立小学校。

## 所在地
- 埼玉県さいたま市西区中野林225-1

## 歴史
- 1873年（明治6年）：植田谷学校（林光寺）水判土学校（慈眼寺）を設ける
- 1879年（明治12年）：二校を合併して水判土に水判土小学校をおく
- 1889年（明治22年）7月3日：町村制施行と共に植水村編成、林光寺に植水小学校をおく
- 1910年（明治43年）11月15日：校舎79坪を増築高等科を併置し、植水尋常高等小学校と改称
- 1939年（昭和14年）9月：給食室を設け、副食の給食を始める
- 1941年（昭和16年）4月1日：校名を植水国民学校と改称
- 1955年（昭和30年）：1月1日 植水村が大宮市に合併したのに伴い、校名を大宮市立植水小学校と改称
- 1957年（昭和32年）2月20日：校歌を制定（作詞：下山つとむ、作曲：下総皖一）
- 1959年（昭和34年）2月21日：給食調理室、渡り廊下、手洗い場、計32.2坪新設
- 1974年（昭和49年）9月3日：体育館竣工（940m2）
- 1988年（昭和63年）7月3日：メタセコイアを学校の木と定める
- 1989年（平成元年）10月28日：創立100周年記念式典挙行
- 1997年（平成9年）4月1日：特殊学級1クラス新設
- 2001年（平成13年）5月1日：浦和市、与野市との合併に伴い、さいたま市立植水小学校と改称